# 西真理子
西 真理子（にし まりこ、1985年 6月13日 - ）は、日本のモデル。首都圏在住。血液型はB型。愛称は西まり。スリーサイズは、B78・W59・H83。靴のサイズは23.5cm。株式会社ブース（ホリプログループモデルエージェンシー）に所属。

## 略歴
14歳の頃に難病の全身性エリテマトーデス（SLE）を発症し、現在も病気と向き合いながらモデル活動をしている。難病支援センター・難病こどもボランティアの活動も行っている。
2010年・2011年に、ミンティアガールズの北海道代表としてテレビ･イベントなどに出演。主な出演作は、テレビ朝日「シルシルミシル」「ぷっすま」。
2016年に株式会社サトルジャパンを退所し、2017年、株式会社ブース（ホリプログループモデルエージェンシー）に移籍したことをブログにて報告。
取得資格は、英語検定準2級、観光英語検定3級、ホテルビジネス実務検定ベーシック2級、北海道観光マスター検定、カラーコーディネーター2級、プレゼンテーション実務士、秘書実務士、きものプロスペシャリスト3級技能検定、心理ピアカウンセラー、ペット看護士、ペットセラピスト、ジュニア 野菜ソムリエ、ダイエット検定2級など、数多くの資格を持っている。

## 人物
趣味は人間観察、カラオケ、着付け、書道、絵画、筋トレ、料理、資格取得。平均睡眠時間は7時間。可愛い・珍しいデザインの腕時計を集めている。
好きな男性タレントは、大泉洋、菅田将暉、窪田正孝。好きなアーティストはUVERworld。好きなマンガはスラムダンク。

## 出演
- アサヒフードアンドヘルスケア　ミンティアガール北海道代表（2010年・2011年）

### CF
- アイリスオーヤマ
- Moist Diane
- Panasonic Beauty
- 長府製作所
- 東京ディズニーランド
- FOX　INTERNATIONAL　CHANNELS

### SHOW
- 長沼静きもの学院
- ハクビ　きものクウィーンコンテスト
- エジプトコレクション
- 東京ガールズコレクション
- カネボウ化粧品　ヘアメイクコンテスト
- 渋谷コレクション

### スチール
- リクシル
- MIKIMOTO
- スターバックスコーヒー
- キヤノンマーケティングジャパン
- Kent Ave Women
- 東急電鉄
- 三菱ふそう

### PV
- 「桜雨」JUJU

### TV
- 「中居正広の金曜日のスマたちへ」TBSテレビ
- 「シルシルミシル」テレビ朝日
- 「ぷっすま」テレビ朝日

### BOOK/DVD
- 美木良介ロングブレスダイエット

### イベント
- 東京モーターショー　SUBARUブース
- NTTdokomo　新作発表会
- NIKE　新作コレクション発表